# Дарко Мітревський
Дарко Мітревський (мак. Дарко Митревски; 3 жовтня 1971, Скоп'є) — македонський кінорежисер. Проживає в Лос-Анджелесі, Каліфорнія з 2007 року.
Мітревський — режисер фільмів «Прощання 20 століття», «Балкани» та «Третій тайм», а також документальних серіалів «Вау, Шнайдер» та «Досьє Скоп'є».